# Gunung Manaon (Sosa)
Gunung Manaon is een bestuurslaag in het regentschap Padang Lawas van de provincie Noord-Sumatra, Indonesië. Gunung Manaon telt 534 inwoners (volkstelling 2010).